# Tibro
Tibro er en by i landskapet Västergötland i Västra Götalands län i Sverige. Den er administrationsby i Tibro kommune. I 2010 havde byen 8.018 indbyggere. Tibro ligger ved åen Tidan, cirka 19 kilometer nordøst for Skövde .
Stedet er Sveriges møbelcentrum med omkring 80 virksomheder indenfor møbelproduktion og beslægtede erhverv. Stedet er også kendt for et aktivt miljø indenfor motocross og har Sveriges eneste motocrossgymnasium. Anders Eriksson, som har vundet verdensmesterskabet i enduro (cross-speedway) syv gange, bor i Tibro og konkurrerer for Tibro MK.